# Говарикер, Ашутош
Ашутош Говарикер (маратхи आशुतोष गोवारीकर, IAST: Āśutoṣ Govārīkar) — индийский кинорежиссёр

, кинопродюсер, сценарист и актёр. 
Его фильм «Лагаан: Однажды в Индии», вышедший в 2001 году, получил широкую известность как в Индии, так и во всем мире, в частности, был номинантом на получение американской кинопремии «Оскар» в 2002 году. Успех «Лагаан: Однажды в Индии» дал возможность Говарикеру снимать заметные фильмы, которые часто пользовались зрительской популярностью и признанием критиков, в частности, «Возвращение на Родину» с Шахрух Ханом в главной роли, «Джодха и Акбар», завоевавший награду за лучший фильм года Filmfare Award в 2009 году. В 2016 году Говарикер сыграл главную роль в индийском фильме на языке маратхи «Вентилятор».

## Биография
Ашутош Говарикер родился в 1964 году в городе Колхапур (или в Мумбаи), в обеспеченной маратхской семье. Отец — Ашок Говарикер — был одним из начальников полиции, дядя — Васант Говарикер — известный ученый, в 1990-х ставший советником индийского премьер-министра. Говарикер получил степень бакалавра по химии в колледже Митибай (Mithibai College), там же увлекся студенческим театром. Студенческое увлечение в итоге привело его в кино. 
Он начал свою карьеру в качестве актёра в 1984 году, дебютировав в низкобюджетном экспериментальном фильме «Холи» Кетана Мехты, где сыграл второстепенную роль. На съемках этого фильма он познакомился с другим дебютантом (во взрослом кино) — начинающим тогда актёром, будущей звездой Болливуда Аамиром Ханом.  
После этого Ашутош играл в нескольких телевизионных сериалах: «Цирк» (1989), «Отдел криминальных расследований» («C.I.D.») (1998); и фильмах, в том числе «Имя» (1986), «Чары колдовские» (1992) и «Сезон любви» (1993).
В 28 лет Говарикер получил возможность снять свой первый фильм в качестве режиссёра. Им стал криминальный триллер «Первое очарование» (1993). Фильм провалился в прокате и не удовлетворил критиков. В 1995 году Говарикер снял «Поединок», главную роль в котором сыграл Аамир Хан. Именно к Аамиру Хану режиссёр впоследствии обратился за помощью в реализации его сюжета о матче в крикет между англичанами, представляющими колониальную администрацию, и сельскими жителями, пытающимися спастись от голода и британских налогов в конце XIX века. Это история, реализованная в фильме «Лагаан: Однажды в Индии», стала прорывом для Ашутоша Говарикера. Фильм получил множество наград в Индии и за рубежом и стал третьим по сборам в Индии в 2001 году.
В 2004 году Говарикер снял фильм «Возвращение на Родину». Главная роль предназначалась Ритику Рошану, но после его отказа её исполнил Шахрух Хан. Фильм, повествующий о возвращении ученого из обеспеченных США на родину в Индию, получил великолепные отзывы критиков, хотя в прокате был неудачен.
Эпическая кинокартина «Джодха и Акбар», снятая Говарикером в 2008 году, рассказывала о любви падишаха Империи Великих Моголов Акбара и его жены, раджпутской принцессы Джодхи. «Джодха и Акбар» получила премию Filmfare Award за лучший фильм года. По сборам 2008 года фильм вышел на четвертое место в Индии.
Последующие фильмы Говарикера были менее популярны. Романтическая комедия «Кто ты по знаку зодиака?» (2009) с Приянкой Чопрой, исполняющей 12 ролей, провалилась в прокате, а отзывы критиков были смешанными. Фильм «Победить или умереть» (2010) об одном из эпизодов индийской борьбы за независимость и деятельности Сурьи Сена, несмотря на похвалы критиков, собрал в прокате лишь десятую часть потраченного бюджета. Еще один приключенческий блокбастер — «Мохенджо Даро» (2016) с Ритиком Рошаном — также не окупился в прокате и не понравился критикам.
В 2016 году Говарикер вернулся к актёрству, сыграв главную роль в индийском фильме на языке маратхи «Вентилятор».
В 2019 году на экраны выходит новый исторический фильм режиссёра — «Битва при Панипате».

## Семья
- Женат на бывшей модели Суните Говарикер, происходящей из актерской семьи - дочери Деба Мухержи и Маниши. Сунита также училась в колледже Митибай.
- Двое сыновей - Конарк и Вишванг

## Фильмография
Режиссёр
- 1993 — «Первое очарование» / Pehla Nasha
- 1995 — «Поединок» / Baazi
- 2001 — «Лагаан: Однажды в Индии» / Lagaan
- 2004 — «Возвращение на Родину» / Swades — также продюсер
- 2008 — «Джодха и Акбар» / Jodhaa Akbar — также продюсер
- 2009 — «Кто ты по знаку зодиака?» / What's Your Raashee? — также продюсер
- 2010 — «Победить или умереть» / Khelein Hum Jee Jaan Sey — также продюсер
- 2016 — «Мохенджо Даро» / Mohenjo Daro — также продюсер
- 2019 — «Битва при Панипате» / Panipat